# Psalmul 51

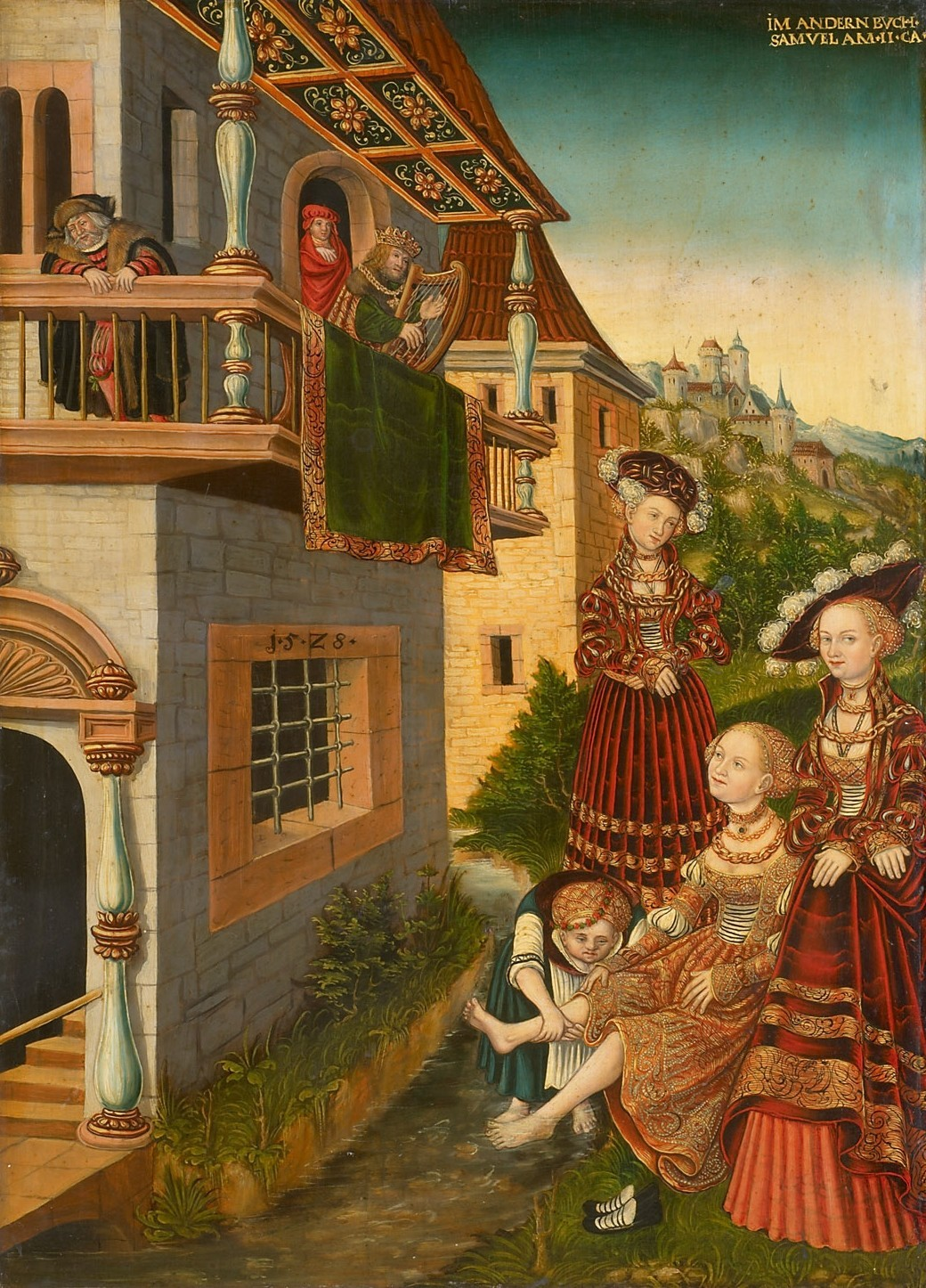
David și Batșeba, de Wolfgang Krodel, 1528.

Psalmul 51 (în numerotarea greacă Psalmul 50), în mod tradițional cunoscut ca Miserere, este unul dintre Psalmi Penitențiali. Acesta începe cu: „Miluiește-mă, Dumnezeule, după mare mila Ta”.
Psalmul 51 (în Septuaginta Psalmul 50) este atribuit regelui David. Prin această rugăciune el cere iertare lui Dumnezeu în urma mustrării primite prin gura profetului Natan, după ce a păcătuit cu Batșeba, femeia unuia din ofițerii săi, Urie hititul profitând de absența acestuia. Urmarea a acestui fapt Batșeba a rămas grea. Regele David încercând să ascundă fapta sa rușinoasă l-a rechemat din armată (el fiind plecat într-o campanie militară) cu speranța că își va reîncepe viața conjugală împreună cu femeia sa, astfel trecând pruncul său sub acoperișul vieții firești de familie. Urie, nevrând sa încalce o veche tradiție care se aplica celor în serviciu activ, a preferat să rămână în cazarmă și astfel nu a dat curs planului țesut de David de a înnopta acasa împreună cu soția sa. 
Văzându-și planul compromis, regele a cerut generalului său Joab, să îl trimită pe acesta în primele linii ale frontului, unde este mai periculos și să îl lase în mâinile inamicului. Paradoxal, mesajul prin care era trimis la moarte a fost dus chiar de către Urie, care și-a aflat moartea la scurt timp. Ulterior David a devenit bărbatul Batșebei.  Natanael a venit să reproșeze regelui fapta sa, pe care acesta a recunoscut-o.
Psalmul este adesea numit după primul cuvânt din versiunea latină, Miserere (milă).
Articole legate de: Miserere și Kyrie.

## Creștinism
Începutul său, conform formei din greaca veche "Κύριε ἐλέησον" (Kyrie eleison), în română "Doamne, miluiește,", "Doamne, si milă,"  este reluat la începutul fiecărui slujbe în rugăciunea sau cântarea „Kyrie”, în română Doamne miluiește!. Forma greacă datează din primele zile ale Bisericii, atunci când limba greacă era limba liturgică, înainte de adoptarea limbii latine în Biserica Apuseană.
Acest Psalm este de asemenea utilizat în timpul festivităților penitențiale, inclusiv în Sacramentul Pocăinței și Reconcilierii. Acesta este citit cu regularitate de-a lungul anului, în special în perioada Postului Mare, inclusiv Miercurea Cenușii în Biserica Romano-Catolică.

## Legături externe

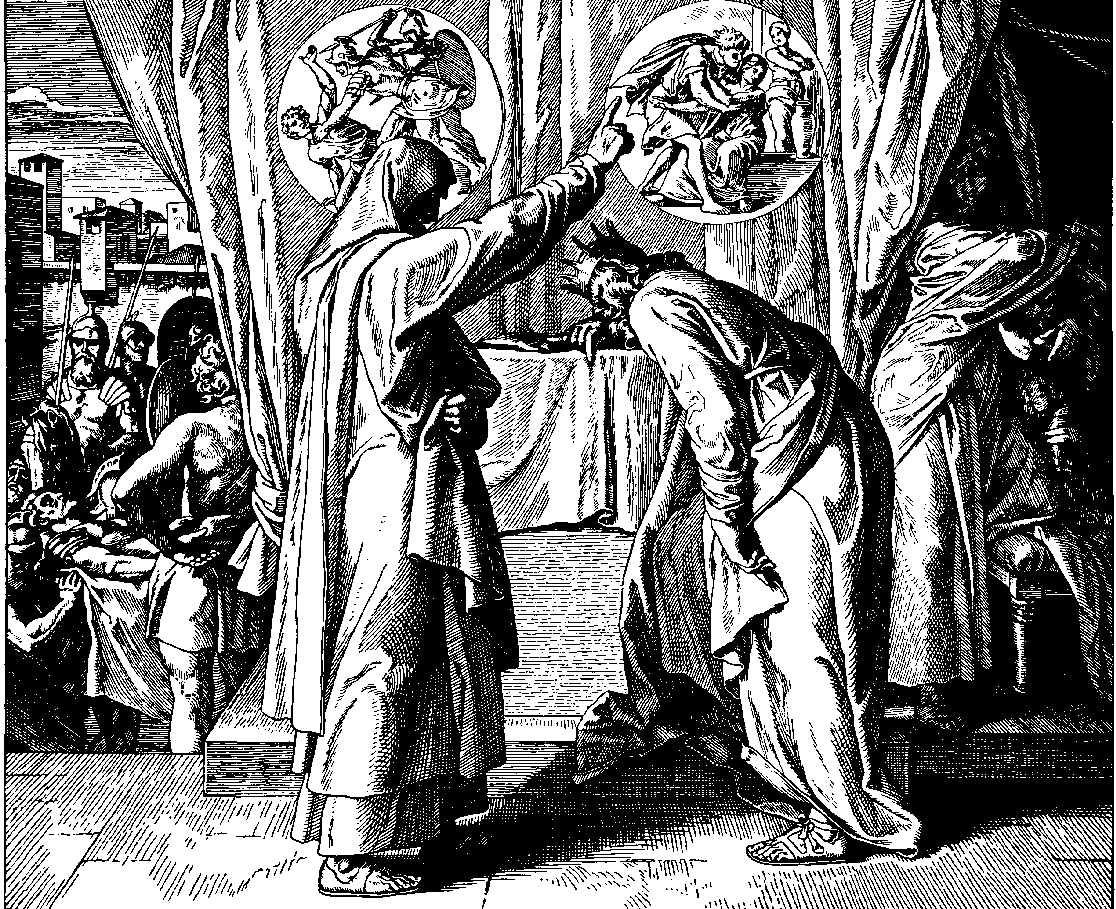
Natanael îi arată lui David păcatul săvârsit. Pictură de Julius Schnorr von Carolsfeld.

## Textul
| verset | Versiunea originală în ebraică                                                    | Versiunea în română | Versiunea în latină Vulgata                                                                                                |
| ------ | --------------------------------------------------------------------------------- | --- | --- |
| 1      | לַמְנַצֵּחַ, מִזְמוֹר לְדָוִד                                                                 | [Către mai marele cântăreților. Pentru sfarsit: un psalm al lui David.]                                                       | [In finem psalmus David]                                                                                                   |
| 2      | בְּבוֹא-אֵלָיו, נָתָן הַנָּבִיא-- כַּאֲשֶׁר-בָּא, אֶל-בַּת-שָׁבַע                                         | [Când a venit la el profetul Natan ca sa-l mustre pentru vremea cand el intrase la Batseba].                                  | [cum venit ad eum Nathan propheta quando intravit ad Bethsabee]                                                            |
| 3      | חָנֵּנִי אֱלֹהִים כְּחַסְדֶּךָ; כְּרֹב רַחֲמֶיךָ, מְחֵה פְשָׁעָי                                             | Miluiește-mă, Dumnezeule, după mare mila Ta, Și după mulțimea îndurărilor Tale, șterge fărădelegea mea                        | Miserere mei Deus secundum magnam; misericordiam tuam et ; secundum multitudinem miserationum tuarum dele iniquitatem meam |
| 4      | הרבה (הֶרֶב), כַּבְּסֵנִי מֵעֲו‍ֹנִי; וּמֵחַטָּאתִי טַהֲרֵנִי                                            | Mai vârtos mă spală de fărădelegea mea și de păcatul meu mă curățește.                                                        | Amplius lava me ab iniquitate mea et a peccato meo munda me                                                                |
| 5      | כִּי-פְשָׁעַי, אֲנִי אֵדָע; וְחַטָּאתִי נֶגְדִּי תָמִיד                                                | Că fărădelegea mea eu o cunosc și păcatul meu înaintea mea este pururea.                                                      | Quoniam iniquitatem meam ego cognosco et peccatum meum contra me est semper                                                |
| 6      | לְךָ לְבַדְּךָ, חָטָאתִי, וְהָרַע בְּעֵינֶיךָ, עָשִׂיתִי:לְמַעַן, תִּצְדַּק בְּדָבְרֶךָ-- תִּזְכֶּה בְשָׁפְטֶךָ                  | Ție unuia am greșit și rău înaintea Ta am făcut, așa încât drept ești Tu întru cuvintele Tale și biruitor când vei judeca Tu. | Tibi soli peccavi et malum coram te feci ut iustificeris in sermonibus tuis et vincas cum iudicaris                        |
| 7      | הֵן-בְּעָווֹן חוֹלָלְתִּי; וּבְחֵטְא, יֶחֱמַתְנִי אִמִּי                                                | Că iată întru fărădelegi m-am zămislit și în păcate m-a născut maica mea.                                                     | Ecce enim in iniquitatibus conceptus sum et in peccatis concepit me mater mea                                              |
| 8      | הֵן-אֱמֶת, חָפַצְתָּ בַטֻּחוֹת; וּבְסָתֻם, חָכְמָה תוֹדִיעֵנִי                                           | Că iată adevărul ai iubit; cele nearătate și cele ascunse ale înțelepciunii Tale, mi-ai arătat mie.                           | Ecce enim veritatem dilexisti incerta et occulta sapientiae tuae manifestasti mihi                                         |
| 9      | תְּחַטְּאֵנִי בְאֵזוֹב וְאֶטְהָר; תְּכַבְּסֵנִי, וּמִשֶּׁלֶג אַלְבִּין. י תַּשְׁמִיעֵנִי, שָׂשׂוֹן וְשִׂמְחָה; תָּגֵלְנָה, עֲצָמוֹת דִּכִּיתָ | Stropi-mă-vei cu isop și mă voi curăți; spăla-mă-vei și mai vârtos decât zăpada mă voi albi.                                  | Asparges me hysopo et mundabor lavabis me et super nivem dealbabor                                                         |
| 10     | הַסְתֵּר פָּנֶיךָ, מֵחֲטָאָי; וְכָל-עֲו‍ֹנֹתַי מְחֵה                                                   | Auzului meu vei da bucurie și veselie; bucura-se-vor oasele mele cele smerite.                                                | Auditui meo dabis gaudium et laetitiam exultabunt ossa humiliata                                                           |
| 11     | הַסְתֵּר פָּנֶיךָ, מֵחֲטָאָי; וְכָל-עֲו‍ֹנֹתַי מְחֵה                                                   | Întoarce fața Ta de la păcatele mele și toate fărădelegile mele șterge-le.                                                    | Averte faciem tuam a peccatis meis et omnes iniquitates meas dele                                                          |
| 12     | לֵב טָהוֹר, בְּרָא-לִי אֱלֹהִים; וְרוּחַ נָכוֹן, חַדֵּשׁ בְּקִרְבִּי                                       | Inimă curată zidește intru mine, Dumnezeule și duh drept înnoiește întru cele dinlăuntru ale mele.                            | Cor mundum crea in me Deus et spiritum rectum innova in visceribus meis                                                    |
| 13     | אַל-תַּשְׁלִיכֵנִי מִלְּפָנֶיךָ; וְרוּחַ קָדְשְׁךָ, אַל-תִּקַּח מִמֶּנִּי                                         | Nu mă lepăda de la fața Ta și Duhul Tău cel sfânt nu-l lua de la mine.                                                        | Ne proicias me a facie tua et spiritum sanctum tuum ne auferas a me                                                        |
| 14     | הָשִׁיבָה לִּי, שְׂשׂוֹן יִשְׁעֶךָ; וְרוּחַ נְדִיבָה תִסְמְכֵנִי                                            | Dă-mi mie bucuria mântuirii Tale și cu duh stăpânitor mă întărește                                                            | Redde mihi laetitiam salutaris tui et spiritu principali confirma me                                                       |
| 15     | אֲלַמְּדָה פֹשְׁעִים דְּרָכֶיךָ; וְחַטָּאִים, אֵלֶיךָ יָשׁוּבוּ                                             | Învăța-voi pe cei fără de lege căile Tale și cei necredincioși la Tine se vor întoarce.                                       | Docebo iniquos vias tuas et impii ad te convertentur                                                                       |
| 16     | הַצִּילֵנִי מִדָּמִים, אֱלֹהִים-- אֱלֹהֵי תְּשׁוּעָתִי:תְּרַנֵּן לְשׁוֹנִי, צִדְקָתֶךָ                               | Izbăvește-mă de vărsarea de sânge, Dumnezeule, Dumnezeul mântuirii mele; bucura-se-va limba mea de dreptatea Ta               | Libera me de sanguinibus Deus Deus salutis meae exultabit lingua mea iustitiam tuam                                        |
| 17     | אֲדֹנָי, שְׂפָתַי תִּפְתָּח; וּפִי, יַגִּיד תְּהִלָּתֶךָ                                                  | Doamne, buzele mele vei deschide și gura mea va vesti lauda Ta.                                                               | Domine labia mea aperies et os meum adnuntiabit laudem tuam                                                                |
| 18     | כִּי, לֹא-תַחְפֹּץ זֶבַח וְאֶתֵּנָה; עוֹלָה, לֹא תִרְצֶה                                              | Că de ai fi voit jertfă, ți-aș fi dat; arderile de tot nu le vei binevoi.                                                     | Quoniam si voluisses sacrificium dedissem utique holocaustis non delectaberis                                              |
| 19     | זִבְחֵי אֱלֹהִים, רוּחַ נִשְׁבָּרָה:לֵב-נִשְׁבָּר וְנִדְכֶּה-- אֱלֹהִים, לֹא תִבְזֶה                              | Jertfa lui Dumnezeu: duhul umilit; inima înfrântă și smerită Dumnezeu nu o va urgisi.                                         | Sacrificium Deo spiritus contribulatus cor contritum et humiliatum Deus non spernet                                        |
| 20     | הֵיטִיבָה בִרְצוֹנְךָ, אֶת-צִיּוֹן; תִּבְנֶה, חוֹמוֹת יְרוּשָׁלִָם                                        | Fă bine, Doamne, întru bună voirea Ta, Sionului, și să se zidească zidurile Ierusalimului                                     | Benigne fac Domine in bona voluntate tua Sion et aedificentur muri Hierusalem                                              |
| 21     | אָז תַּחְפֹּץ זִבְחֵי-צֶדֶק, עוֹלָה וְכָלִיל;אָז יַעֲלוּ עַל-מִזְבַּחֲךָ פָרִים                                | Atunci vei binevoi jertfa dreptății, prinosul și arderile de tot; atunci vor pune pe altarul Tău viței.                       | Tunc acceptabis sacrificium iustitiae oblationes et holocausta tunc inponent super altare tuum vitulos                     |